# Saison 5 de L'amour est dans le pré
La cinquième saison de L'amour est dans le pré, est une émission de télévision française de téléréalité, diffusée chaque semaine sur M6 du lundi 7 juin 2010 au lundi 16 août 2010. Elle est présentée par Karine Le Marchand.
Les portraits des 11 agriculteurs participants à cette saison ont été diffusés le 14 janvier 2010. 

## Production et organisation

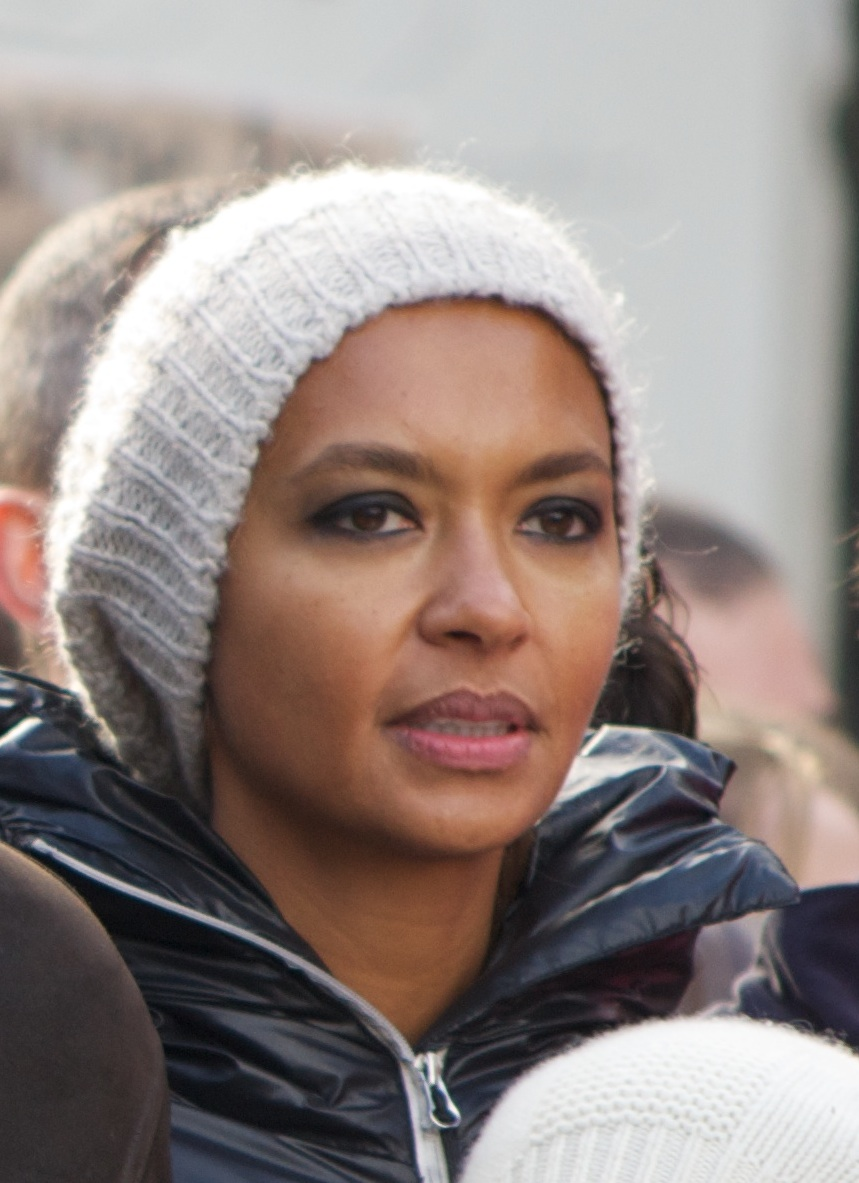
Karine Le Marchand présente l'émission.

Karine Le Marchand, présente cette édition,.

## Participants
Ci-après, la liste des 11 participants de cette saison,, :
| Participants | Participants | Profession                                 | Âge    | Localisation      | Intéressé par |
| ------------ | ------------ | ------------------------------------------ | ------ | ----------------- | ------------- |
| ♀            | Agnès        | Viticultrice                               | 46 ans | Champagne-Ardenne | Hommes        |
| ♂            | Alain        | Céréalier                                  | 51 ans | Bourgogne         | Femmes        |
| ♂            | Freddy       | Maraîcher et éleveur de vaches             | 39 ans | Poitou-Charentes  | Femmes        |
| ♂            | Guy          | Éleveur de vaches                          | 38 ans | Midi-Pyrénées     | Femmes        |
| ♂            | Jean-Pierre  | Éleveur de vaches, aviculteur et céréalier | 39 ans | Bretagne          | Femmes        |
| ♂            | Nicolas      | Éleveur de vaches                          | 27 ans | Midi-Pyrénées     | Femmes        |
| ♂            | Pascal       | Céréalier                                  | 38 ans | Champagne-Ardenne | Femmes        |
| ♂            | Philippe     | Éleveur de vaches                          | 44 ans | Auvergne          | Femmes        |
| ♀            | Sylvie       | Éleveuse de chevaux                        | 30 ans | Poitou-Charentes  | Hommes        |
| ♂            | Vincent      | Éleveur de brebis                          | 34 ans | Pays de la Loire  | Femmes        |
| ♂            | Yoann        | Aviculteur et céréalier                    | 34 ans | Centre            | Femmes        |

## Audiences et diffusion
En France, l'émission est diffusée les jeudis et lundis : 14 janvier 2010 pour les portraits, et du 7 juin, au 16 août 2010 pour le reste de la saison. Un épisode dure environ 1 h 50 (publicités incluses), soit une diffusion de 20 h 40 à 22 h 30.
| Épisode | Jour et horaire de diffusion          | Nombre de téléspectateurs | Part de marché (sur les 4 ans et plus) | Classement des audiences | Réf. |
| ------- | ------------------------------------- | ------------------------- | -------------------------------------- | ------------------------ | ---- |
| 1       | Jeudi 14 janvier 2010 (22:20 - 00:20) | 2 518 000                 | 19,2 %                                 | 2e                       |      |

| Épisode            | Jour et horaire de diffusion          | Nombre de téléspectateurs | Part de marché (sur les 4 ans et plus) | Classement des audiences | Réf.   |
| ------------------ | ------------------------------------- | ------------------------- | -------------------------------------- | ------------------------ | ------ |
| 1                  | Lundi 7 juin 2010 (20:40 - 22:30)     | 4 700 000                 | 18,9 %                                 | 1er                      | [ 10 ] |
| 2                  | Lundi 14 juin 2010 (20:40 - 22:30)    | 4 733 000                 | 18,5 %                                 | 2e                       | [ 11 ] |
| 3                  | Lundi 21 juin 2010 (20:40 - 22:30)    | 4 330 000                 | 18,1 %                                 | 2e                       | [ 12 ] |
| 4                  | Lundi 28 juin 2010 (20:40 - 22:30)    | 4 870 000                 | 19,7 %                                 | 2e                       | [ 13 ] |
| 5                  | Lundi 5 juillet 2010 (20:40 - 22:30)  | 4 767 000                 | 20,0 %                                 | 2e                       | [ 14 ] |
| 6                  | Lundi 12 juillet 2010 (20:40 - 22:30) | 4 822 000                 | 21,0 %                                 | 1er                      | [ 15 ] |
| 7                  | Lundi 19 juillet 2010 (20:40 - 22:30) | 4 776 000                 | 22,3 %                                 | 1er                      | [ 16 ] |
| 8                  | Lundi 26 juillet 2010 (20:40 - 22:30) | 4 765 000                 | 21,9 %                                 | 1er                      | [ 17 ] |
| 9                  | Lundi 2 août 2010 (20:40 - 22:30)     | 5 688 000                 | 25,9 %                                 | 1er                      | [ 18 ] |
| 10                 | Lundi 9 août 2010 (20:40 - 22:30)     | 4 651 000                 | 23,1 %                                 | 1er                      | [ 19 ] |
| 11                 | Lundi 16 août 2010 (20:40 - 22:30)    | 5 313 000                 | 24,9 %                                 | 1er                      | [ 20 ] |
|                    |                                       |                           |                                        |                          |        |
| Bilan de la saison | Bilan de la saison                    | 4 900 000                 | 21,2 %                                 | –                        | [ 21 ] |

Légende :
- plus hauts scores d'audiences
- plus bas scores d'audiences